# 4705 Secchi
4705 Secchi (1988 CK) là một tiểu hành tinh vành đai chính được phát hiện ngày 13 tháng 2 năm 1988 bởi Oss. San Vittore ở Bologna.